# Cyathea chiricana
Cyathea chiricana är en ormbunkeart som först beskrevs av William Ralph Maxon, och fick sitt nu gällande namn av Karel Domin. Cyathea chiricana ingår i släktet Cyathea och familjen Cyatheaceae. Utöver nominatformen finns också underarten C. c. contigua.